# Жуков, Виктор Иванович
Виктор Иванович Жуков (род. 24 января 1937, Лев-Толстовский район) — советский политический и общественный деятель.

## Биография
Родился 24 января 1937 года в Лев-Толстовском районе Липецкой области. В 1954 году поступил в Московский лесотехнический институт, который окончил в 1959 году по специальности инженер-механик. По военной кафедре получил звание младшего лейтенанта и специальность штурмана десантно-транспортной авиации (на учебных сборах его налёт составил пятьдесят часов). Дипломную практику проходил на заводе имени Дзержинского в городе Муроме. На этот же завод поступил по распределению по окончании учёбы. Трудовую деятельность начал инженером-конструктором в ОГК, специализировался на гидропередачах для тепловозов (эти работы в стране проводились впервые).
На заводе был избран заместителем секретаря комсомольской организации, председателем Совета молодых специалистов. В 1960-е годы работал секретарём Горкома ВЛКСМ.
В 1966 году перешёл работать на Муромский радиозавод на должность начальника бюро модернизации в отделе главного механика, а позднее стал начальником ремонтного цеха № 22.
В 1968 году назначен заместителем председателя Муромского горисполкома, а в 1975 году вновь вернулся на должность главного механика Муромского радиозавода. В 1976 году назначен начальником Муромского стрелочного завода.
В 1988 году назначен Председателем исполкома Муромского Совета народных депутатов, а в 1990 году стал председателем Горсовета. Неоднократно избирался депутатом в городской и в областной Совет.
В 1990-е годы возвращался на стрелочный завод, работая заместителем управляющего директора по маркетингу, заместителем управляющего директора по кадрам и социальным вопросам.

## Награды
- Орден «Знак Почёта» (дважды)
- Орден Трудового Красного Знамени
- Медаль «За трудовую доблесть»
- Медаль «В ознаменование 100-летия со дня рождения Владимира Ильича Ленина»
- Почётный железнодорожник